# Coniothyrium coffeae
Coniothyrium coffeae är en svampart som beskrevs av Zimm. 1902. Coniothyrium coffeae ingår i släktet Coniothyrium och familjen Leptosphaeriaceae.   Inga underarter finns listade i Catalogue of Life.